# Tektonika (építőművészet)
Az építőművészet elméletében  a tektonika fogalma alatt épületrészek összetételét értjük egyetlen összefüggő sorba, ill. egy építménnyé. Gottfried Semper úgy definiálta a fogalmat, mint „a merev, cölöpszerűen képzett részek összefűzésének művészetét egyetlen elmozdíthatatlan rendszerré” (Gottfried Semper: A technikai és tektonikus művészeti stílus – Der Stil in den technischen und tektonischen Künsten –, 1860).
A tektonikus melléknév jelentése ebben a kontextusban: világos felépítésű építőművészeti struktúra.
A tektonika fogalma nem pusztán a ténylegesen konstruált felépítményt írja le, hanem annak allegorikus vagy szimbolikus megjelenését is. A konstruktív felépítményről alkotott elképzelés el is térhet akár az építmény valóságos konstrukciójától, feltétlen egyezésük nem elvárás. Egy ilyen eltérés legeklatánsabb példája a klasszikus görög templom.

## Fordítás
- Ez a szócikk részben vagy egészben  a   Tektonik (Architektur) című német Wikipédia-szócikk ezen változatának fordításán alapul.  Az eredeti cikk szerkesztőit annak laptörténete sorolja fel. Ez a jelzés csupán a megfogalmazás eredetét és a szerzői jogokat jelzi, nem szolgál a cikkben szereplő információk forrásmegjelöléseként.